# Blue Dragon (anime)
Blue Dragon (ブルードラゴン, Burū Doragon) é um anime produzido pelo Studio Pierrot em 2007 com 51 episódios, inspirada no jogo Blue Dragon criado pela Microsoft Game Studios e desenvolvido para o Xbox e estreou no Japão em abril de 2007.
Em 2008, foi produzida uma segunda série intitulada Blue Dragon: Trials of the Seven Shadows e também possuía 51 episódios.
Em 2010 várias empresas divulgaram para o mercado que o anime Blue Dragon seria exibido na SBT a partir de abril de 2010.  Em Portugal, foi exibido pelo Panda Biggs/Biggs, juntamente com a segunda série do anime.

## Personagens

### Heróis
- Shu: O centro dos personagens principais, tem 10 anos vivia com o seu avô. Tem como sombra o "Blue Dragon".E tem um paixão por Kluke. É alegre e confiante, pode ter alguns problemas com sua sombra, mas tem bastante força. Seu sonho é se tornar um Mestre de Cavaleiros, se esforça para ser mais forte que Jiro, e que ele reconheça o seu poder. Antes, liberava sua sombra por suas emoções, agora libera normalmente. Shu admira quando vê um Mestre de Cavaleiros a primeira vez, também se deixar levar por suas emoções, e tem como promessa nunca chorar no campo de batalha, perdeu seus pais em uma guerra, e teve que ficar com o avô.
- Kluke: Amiga de infância de Shu. Tem a mesma idade de Shu. Ela é amável e madura, e na maioria das vezes acaba sendo quem manda em Jiro e Shu. Sente mais que uma amizade por Shu, e se preocupa com ele, também tem uma queda por Jiro, procurando sempre ajuda-lo, e poucos percebem isso. A sua sombra é a "Phoenix". Fica facilmente irritada quando Maru-Maro tenta se aproveitar dela. Libera sua sombra muito depois dos outros.
- Jiro: Amigo e ao mesmo tempo rival de Shu. 11 anos. É um garoto muito esperto e calmo, e se aproveita disso para as suas batalhas. Tem como sombra o "Minotauros". É também sério e frio, enquanto sua sombra é divertida e vive de bom humor. Jiro tem uma paixão por Kluke, mas não gosta de expressar seus sentimentos. Quer sempre estar mais forte. Sua relação com o grupo é conhecido por sua ignorância. Quando fala com Kluke tenta fugir, mas ela acaba o fazendo a dizer sobre seu passado, se desculpa quando diz coisas estranhas e fica vermelho quando fala com Kluke. Sua primeira missão era a vingança, agora é tentar ficar mais forte sem usar sua sombra. Sua história é maior de todas as outras, além de toda a aventura começar quando Jiro perdeu sua família.
- Maru-maro: Um humanóide com aspectos de um felino que veio da tribo "Debi". Não se sabe direito sua idade. Tem como sombra o “Saber Tiger". É extremamente pervetido, sempre atrás de uma chance para ver calcinhas ou agarrar Bouquet. Bastante rápido com sua sombra.
- Bouquet: Adicionada exclusivamente para o anime. Uma menina apaixonada por Shu. 12-13 anos. Ela é brincalhona e divertida, tem uma rivalidade com Kluke, demonstrando orgulho de seu corpo e beleza. Tem a capacidade de ficar invisível por causa de sua linhagem. Tem como sombra o "Hipopotamus", mas ela o chama só de "Hippo", pelo simples motivo de seu nome verdadeiro ser grande demais. Sua sombra não é guerreira só tem a habilidade de se transformar em qualquer coisa seja um objeto ou uma pessoa, mas, depois de visitar suas ruínas ela e Hippo ganham o dom de copiar as técnicas e ataques de quem ela se transformar, na condição de levar o ataque. Foi extremamente censurada na dublagem por ter grandes seios, e necessidade de ficar nua para poder usar a invisibilidade.
- Zola: Uma mercenária muito forte, mas que se mantém muito distante das outras pessoas. Foi ela que libertou a escuridão. Tem como sombra um morcego chamado "Killer Bat". É a principal responsável pelo desenvolvimento e descobrimento das verdadeiras habilidades dos cinco descendentes da luz que manteve por perto. Zola é descendente da escuridão, assim como os 7 soldados da luz são descendentes da sombra com a luz. Killer Bat, é seu clone das sombras, e por sua vez a própria escuridão, depois do incidente que matou seu pai, Zola foi absorvida pela escuridão, devido a sua solidão, pois na escuridão não há ódio ou tristeza. Após Shu demonstrar todos seus sentimentos, Zola acaba entendendo e como ultima ação se transforma em brilho de luz para ajudar no selo da escuridão. No final, só sobrou sua fiel bandana com uma estampa de caveira, que bem vista por Shu e se tornou uma heroína.

### Personagens Neutros
- Fushira: Avô de Shu e ferreiro. Fushira cuida de seu neto, até o dia em que é arrastado por Shu Terraburon. Apesar de sua idade tem uma grande força. Estava preocupado quando Shu foi com o resto da equipe, mas na verdade era muito ciumento.
- Yibral: O rei do reino de Digibral (Yibral) (como o nome indica). Ele é responsável e digno do trono. É também um grande estrategista. Ele oferece hospitalidade ao Shu e seus amigos no seu reino durante a aventura. Repara Szabo, que se torna seu melhor amigo.
- Sura-Sura: Mae de maru-maro teve uma passagem no anime, mas não muito importante.

Guru-Guru: Pai de maru-maro teve uma passagem no anime, mas não muito importante.
- Homerão: Sábio e habilidoso informante (investigador de informações), ajudou Shu e seus amigos na localização das Sete Extras, embora tenha sido morto por Delphinium, antes conseguir contar ao Shu as imformações que soube.

### Vilões
- Nene: Um homem de uma raça antiga que tem 10.000 anos. Foi ele quem liderou os ataques contra o vilarejo de Shu, Kluke e Jiro Tem como sombra a Chimera (sombra de Delthroy, que não consegue controlar Chimera) que tem como habilidades todas as habilidades das sombras azuis. Ele foi chefe do reino chamado Guran. Embora quisesse ter o poder de toda a Terra, tinha negação aos planos de Zola em trazer escuridão ao mundo.
- Deathroy: Considerado bichinho de estimação de Nene, é um dos descendentes da luz, e tem a sombra Chimera, mas como não pode controlá-la divide a tarefa com outros. Ele é um estrategista, embora se faça de “bobo”.

General Logi (Rogin): Um homem muito forte. Ganhou uma cicatriz no olho feita por Zola. Antes de mostrar Odin para os outros, tinha uma sombra artificial, uma guerreira chamada Valkyrie. É considerado o segundo homem mais forte do reino de Guran.Tem como sombra um Deus nordico chamado Odin. No início ele defendia os objetivos de Nene, mas depois de decifrar parte das Sete Extras, começou a se mover contra Zola.
- Andropove: Subordinado de Logi, e rival de Shu no amor de Kluke. Consegue vigiar um grande numero de pessoas em diferentes lugares e ao mesmo tempo com sua sombra em forma de cristais. Chega a ter outros sentimentos por Kluke e a ajuda a escapar de sua fortaleza e tambem ajuda os soldados da luz.

Shinaider: Subordinado de Logi, inteligente e ágil ajuda os soldados da luz mas e morto pelos soldados da escuridão 
Delphinium: A mulher que roubou as Sete Extras. 20 anos. Tem uma sombra artificial, uma hidra de três cabeças. Foi responsável pela morte de Homeron. Após a morte de Nene, ganha o controle de Chimera, e passa a lutar, depois do pacto da luz, ao lado de Login e os outros descendentes da luz.
- Szabo: É a maquina que trouxe desgraça para todo o mundo.

Ku o silêncio: um dos subordinados de Szabo. Usa armas de fogo para combater contra Shu e seus amigos. Ele adora tecnologia retro.
Kesu o Rage: Subordinado de Szabo. Usa facas para lutar. 
Sai abrasador: Este sob as ordens de Szabo. Utiliza seus longos braços para lançar todos os tipos de bombas.
Mai a tempestade: Obedece a ordens de Szabo. Tem como especialidade cortar inimigos com suas espadas longas.
- Szabo supremo: É a fusão de Szabo, Ku, kesu e Sai Mai.

## Enredo
Jiro estaria caído no chão, depois de ver sua família e seu vilarejo ser destruído, onde Zola aparece e mostra sua sombra “Killer Bat” e o convida para buscar poder junto dela. Nessa jornada, eles se encontram com Shu, Kluke, Marumaro e Bouquet, ambos nas mesmas situações, e sendo salvos por Zola. Após algum tempo, todos estão à procura das Sete Extras, onde Homeron, um espião muito habilidoso, se sacrifica para mostrar a Shu onde encontrar. Assim Bouquet, de uma linhagem avançada utiliza seus dons de transparência para infiltrar na nave do reino de Guran que contém as Sete Extras, sem sucesso a princípio, mas como sua sombra Hippo tem a habilidade de se transformar em tudo que Boquet enxerga, conseguiram as Sete Extras. Depois de traduzido parte das Sete Extras, ambos vão à busca de mais poder nas ruínas de cada um, com exceção de Jiro e Kluke que conseguiram antes. Na ultima ruína, a de Boquet, eles encontram com Lorde Nene, que rapidamente ao começar perder o controle retorna para a base. Depois de salvar a ruína com Boquet dentro e todos os habitantes de um vilarejo eles resolvem atacar Lorde Nene, e se encontram com Mecha General Szabo, ainda vivo e responsável por muitas das destruições, onde Boquet consegue derrotar, e ambos partem contra lorde Nene. Para surpresa lorde Nene possui a 7ª sombra da luz e logo é derrotado pelo Blue Dragon. Depois de derrotarem Lorde Nene, Zola consegue reunir os 7 descendentes da luz no vale selado, abrindo o portal que traz a áurea da escuridão, e transforma a Terra na sua forma de origem. Agora os sete descendentes da luz tentam encontrar, enquanto lutam contra o tempo, uma solução no livro das origens e nas Sete Extras para conter novamente a escuridão. Zola, que parecia do grupo dos “mocinhos” é a grande responsável pelas tragédias que cobrem a nova Terra, mas Shu busca pelo motivo no qual ele acredita ter feito com que Zola agisse dessa forma, pensando ferozmente, que a Zola que ele conheceu esta com planos ainda maiores. Zola é descendente da escuridão, escuridão essa que gerou as sombras, uma raça nova que aumentou seu povo, e ainda criou os humanos, em meio a toda escuridão, e a tantas disputas travadas entre as sombras e humanos contra a escuridão, sete soldados nascem da Luz, já que o mundo não veio da luz e sim da sombra. Após muitas perdas, como dos últimos usuários de sombras artificiais Shinaider e Andropove, e uma grande disputa dos soldados da luz contra a escuridão, ambos são pegos por ela, onde Blue Dragon escolhe os soldados da luz, a liberdade, com isso Shu e Blue Dragon têm acesso a certos conhecimentos da escuridão, onde ambos evoluem sua forma de combate com base no amor e na amizade, derrotando a escuridão. 
No ultimo momento, os usuários das sombras dão inicio ao selo da escuridão, e mesmo sabendo que iriam se separar, todos, usuário e sombra, usam todas suas forças para enfim, selarem a escuridão.

### Sete Extras
São sete folhas do livro das origens que contem a informação de como surgiu o mundo. As sete extras contém informações sobre os sete soldados da luz, e a resposta para vencer a escuridão, criando a luz. Acredita-se que a extra de Shu seja a chave, pois nela contém o trecho, "a sombra é derivada da luz, na escuridão não há sombra, pois não há luz".

## Episódios
- Episódio 01: O Despertar Das Sombras
- Episódio 02: Uma Decisão Importante
- Episódio 03: Shu e Jiro: Rivais Em Treinamento
- Episódio 04: O Membro Da Tribo Debi
- Episódio 05: O Ataque Direto á Base
- Episódio 06: Boas Ações Gerão Problemas
- Episódio 07: Problemas Com Fantasmas
- Episódio 08: O Ataque Ao Castelo
- Episódio 09: Ameaça do oceano
- Episódio 10: Em Território Inimigo
- Episódio 11: A Emboscada
- Episódio 12: O Oponente Honrado
- Episódio 13: A Invasão
- Episódio 14: O Desejo De Kluke
- Episódio 15: O Despertar
- Episódio 16: As Sete Exttras
- Episódio 17: O Informante
- Episódio 18: O Segredo Do Estalajadeiro
- Episódio 19: Caverna Da Fênix
- Episódio 20: A Falsa Missão
- Episódio 21: A Missão Do Informante
- Episódio 22: A Extinção Da Beleza
- Episódio 23: Missão: Informação
- Episódio 24: Os Monstros Da Floresta
- Episódio 25: O Exército De Um Só
- Episódio 26: A Loucura De Cynthia
- Episódio 27: Próxima Parada: Nave De Guerra De Logi
- Episódio 28: Face a Face
- Episódio 29: Decifrando o Código
- Episódio 30: O Dragão Negro
- Episódio 31: A Decisão De Jiro
- Episódio 32: O Aprendiz De Usuário Das Sombras
- Episódio 33: A Volta Para Casa
- Episódio 34: A Vingança De Gilian
- Episódio 35: As Ruínas De Bouquet
- Episódio 36: O Novo Poder De Bouquet
- Episódio 37: A união faz a força
- Episódio 38: A Sinfonia Sombria
- Episódio 39: O Retorno Triunfante
- Episódio 40: Rosekstão
- Episódio 41: Um Pássaro Engaiolado
- Episódio 42: A Chegada De Odin
- Episódio 43: O Verdadeiro Mundo De Zola
- Episódio 44: A Forma Da Alta Escuridão
- Episódio 45: O Novo Plano
- Episódio 46: Dissidência
- Episódio 47: Dentro Da Escuridão
- Episódio 48: O Portal
- Episódio 49: Zola
- Episódio 50: Laços De Amizade
- Episódio 51: Shu - Final

## Dublagem brasileira
A dublagem brasileira foi extremamente mal recebida pelo público. O fato de ser produzida por um estúdio de Miami, o qual não contava com profissionais capacitados como em São Paulo ou no Rio de Janeiro, prejudicou a qualidade final, que foi classificada como "preguiçosa" ou "amadora" pelos espectadores. Muitos fãs do jogo optaram por assistir a versão legendada em sites clandestinos, o que afetou o Ibope do SBT até o final de sua exibição. Por outro lado, alguns pedem que o anime seja re-dublado, dessa vez por uma equipe especializada.
| Personagem  | Dublador (a)             |
| ----------- | ------------------------ |
| Shu         | Caio Santos              |
| Zola        | Carla Cardoso            |
| Blue Dragon | Cleber Arcanjo de Castro |
| Marumaru    | Marta Rhaulin            |
| Kluke       | Nair Peralta             |
| Jiro        | Paulo Roberto Carvalho   |
| Bouquet     | Ana Paula Apollonio      |

Tradução: Fabio Eduardo Gestas Chadad
Estúdio de dublagem: The Kitchen
Distribuição: VIZ Media